# Troense
Troense är en tätort i Svendborgs kommun i Region Syddanmark i Danmark. Tätorten har 1 428 invånare (2024). Den ligger på ön Tåsinge, cirka 4 kilometer sydost om Svendborg.